# Scopula sinopersonata
Scopula sinopersonata là một loài bướm đêm trong họ Geometridae.